# سكان الإمارات
تتناول هذه المقالة خصائص التركيبة الديموغرافية للتجمعات السكانية في الإمارات العربية المتحدة، بما في ذلك الإثنية والكثافة السكانية ومستوى التعليم والصحة والحالة الاقتصادية والانتماءات الدينية والجوانب الأخرى التي تخص السكان.
وأجري أول تعداد للسـكان في الدولة عام 1968م بمعرفة مجلـس تطوير الإمارات المتصالحة، كما أجري تعداد سكان لإمارة أبوظبي وحدها في عام 1971م، ثم تم إجراء أول تعداد عام للسـكان والمنشـآت في دولة الإمارات العربية المتحدة في عام 1975، ويعتبر هذا التعداد الأول من نوعه في المنطقة من حيث اتباع المعايير العلمية والتوصيات الدولية ثم تبع ذلك إجراء تعداد عام 1980 و 1985 و 1995 و 2005.
ويزيد عدد الجنسيات التي تعيش على أرض الإمارات أكثر من 200 جنسية، تمثل أكثر من 150 قومية وتستعمل 100 لهجة. وأصبحت اللغة الإنجليزية اللغة اليومية لكثير من القطاعات، خاصة المؤسسات الخاصة والجامعات.

## السكان
يعتبر النمو السكاني في الإمارات العربية المتحدة من بين أعلى المعدلات في العالم، وذلك بسبب الهجرة. وفقاً لبيانات الإحصاءات السكانية، شهدت الإمارات زيادة سكانية 7 مرات في الفترة من 1975 و 2005.
وبلغ عدد سكان الإمارات في أول يوليو 2015 نحو 8.264 ملايين نسمة، بينهم 947.9 ألف مواطن، و 7.316 ملايين مقيم، وفقاً لبيانات أعلنها المركز الوطني للإحصاء وقد ذكر المركز أن عدد المواطنين الذكور في الدولة بلغ 479.1 ألف مواطن، بينما بلغ عدد المواطنات الإناث 468.8 ألفاً في أول يوليو الماضي، وسجل عدد المواطنين والمواطنات في الدولة زيادة بلغت أكثر من 14.6 ألف نسمة خلال ستة أشهر، إذ بلغ إجمالي عدد المواطنين 933.3 ألف نسمة، من بينهم 471.7 ألفاً من الذكور، و 461.6 ألفاً من الإناث في نهاية عام 2009.
وتشير التقديرات إلى أن عدد سكان الدولة قد سجل زيادة بلغت 64.6 ألف نسمة، خلال ستة أشهر فقط، من بينها 14.6 ألفاً زيادة في عدد المواطنين والمواطنات، و 50 ألفاً زيادة في عدد المقيمين. وبلغ إجمالي عدد الذكور في الدولة في يوليو الماضي 6.1 ملايين، بينما بلغ عدد الإناث 2.07 مليون نسمة، في حين بلغ عدد المقيمين في الدولة في أول يوليو الماضي من غير المواطنين من الذكور 5.682 ملايين نسمة، بينما بلغ عدد غير المواطنين من الإناث 1.6 مليون نسمة، وبذلك يكون عدد غير المواطنين قد زاد أكثر من 50 ألفاً خلال ستة أشهر فقط، إذ بلغ عدد المقيمين في نهاية عام 2009 أكثر من 7.266 ملايين نسمة، من بينهم 5.64 ملايين من الذكور، و 1.167 مليون من الإناث.

## الإحصاءات
| الإمارة    | إحصاء 1975 | إحصاء 1985 | إحصاء 1995 | إحصاء 2005 |
| ---------- | ---------- | ---------- | ---------- | ---------- |
| أبوظبي     | 211,812    | 566,036    | 942,463    | 1,399,484  |
| دبي        | 183,187    | 370,788    | 689,420    | 1,321,453  |
| الشارقة    | 78,790     | 228,317    | 402,792    | 793,573    |
| عجمان      | 16,690     | 54,546     | 121,491    | 206,997    |
| أم القيوين | 6,908      | 19,285     | 35,361     | 49,159     |
| رأس الخيمة | 43,845     | 96,578     | 143,334    | 210,063    |
| الفجيرة    | 16,655     | 43,753     | 76,180     | 125,698    |
| المجموع    | 557,887    | 1,379,303  | 2,411,041  | 4,106,427  |

- 8,190,000 (تقديرات مكتب الإحصاءات الوطني لعام 2010)
- 4,975,593 حسب كتاب حقائق العالم
- ملاحظة: تقديرات على نتائج التعداد السكاني لعام 2005 والتي تضمنت تقديرات أعلى بكثير من المهاجرين من غير المواطنين مقارنة بالتقديرات السابقة (تموز 2010)

## تقديرات الأمم المتحدة[6]
| الفترة | الولادات لكل عام | الوفيات لكل عام | التغيّر الطبيعي لكل عام | CBR* | معدل الوفيات (لكل 1000)* | NC*  | TFR* | IMR* |
| --- | ---------------- | --------------- | ---------------------- | ---- | ------------------------ | ---- | ---- | ---- |
| 1955-1950 | 4000             | 2000            | 2000                   | 49.4 | 20.8                     | 28.6 | 6.97 | 175  |
| 1960-1955 | 4000             | 2000            | 3000                   | 49.3 | 18.0                     | 31.3 | 6.97 | 156  |
| 1965-1960 | 5000             | 2000            | 4000                   | 46.3 | 13.2                     | 33.2 | 6.87 | 120  |
| 1970-1965 | 8000             | 2000            | 6000                   | 41.2 | 8.7                      | 32.5 | 6.77 | 77   |
| 1975-1970 | 12000            | 2000            | 10000                  | 32.6 | 6.4                      | 26.2 | 6.36 | 51   |
| 1980-1975 | 23000            | 4000            | 19000                  | 29.1 | 4.6                      | 24.5 | 5.66 | 36   |
| 1985-1980 | 36000            | 4000            | 32000                  | 30.5 | 3.7                      | 26.8 | 5.23 | 25   |
| 1990-1985 | 45000            | 5000            | 40000                  | 28.4 | 3.1                      | 25.4 | 4.83 | 17   |
| 1995-1990 | 48000            | 5000            | 42000                  | 23.0 | 2.5                      | 20.4 | 3.88 | 12   |
| 1995-2000 | 49000            | 6000            | 43000                  | 18.1 | 2.1                      | 16.0 | 2.97 | 10   |
| 2005-2000 | 57000            | 6000            | 51000                  | 16.2 | 1.7                      | 14.4 | 2.38 | 8    |
| 2010-2005 | 81000            | 8000            | 73000                  | 14.0 | 1.4                      | 12.6 | 1.86 | 7    |
| * CBR = معدل المواليد (لكل 1000)؛ CDR = معدل الوفيات (لكل 1000)؛ NC = التغير الطبيعي (لكل 1000); IMR = معدل وفيات الرضع لكل 1000 ولادة; TFR = معدل الخصوبة الإجمالي (عدد الأطفال لكل امرأة) |                  |                 |                        |      |                          |      |      |      |

## إحصاءات كتاب حقائق العالم
أخذت الإحصاءات التالية من كتاب حقائق العالم، إلا إذا أشير إلى مصدر آخر.

### تركيبة الأعمار
0-14 سنة: 20.4% (ذكر 500,928\أنثى 478,388)

15–64 سنة: 78.7% (ذكر 2,768,030\أنثى 1,008,404)

65 سنة فما فوق: 0.9% (ذكر 27,601\أنثى 15,140)

ملاحظة: 73.9% ممن هم من مجموعة الفئة العمرية 15-64 ليسوا مواطنين (حسب تقديرات عام 2010.)

### معدل نمو السكان
3.282% (حسب تقديرات عام 2011.)

### معدل الهجرة
19 مهاجر\1,000 نسمة (حسب تقديرات عام 2011.)
الإمارات العربية المتحدة
عند الولادة:
1.05 ذكور\إناث

تحت 15 عاماً:
1.05 ذكور\إناث

15–64 عاماً:
2.75 ذكور\إناث

65 عاماً أو أكثر:
1.8 ذكور\إناث

إجمالي عدد السكان:
2.2 ذكور\إناث (حسب تقديرات عام 2010)

### متوسط العمر المتوقع
إجمالي السكان:
76.33 عاماً

الذكور:
73.75 عاماً

الإناث:
79.01 عاماً (حسب تقديرات عام 2010)

### إجمالي معدل الخصوبة
يبلغ عدد المواليد\امرأة 2.4 حسب تقديرات

## المجتمع
تقول حكومة دولة الإمارات العربية المتحدة إنها تهدف إلى توظيف جهودها وطاقاتها في بناء الإنسان، من خلال السعي لتمكين الفئات الضعيفة من الاندماج والمشاركة الفاعلة في المجتمع، وتعزيز استقرار الأسرة الإماراتية وتقوية الصلات الاجتماعية، وكذا تشجيع المشاركة والمسؤولية المجتمعية بما يعزز الشراكة الفاعلة بين القطاع الحكومي والأهلي والخاص، بالإضافة إلى ضمان تقديم كافة الخدمات الإدارية وفق معايير الجودة والكفاءة والشفافية.

وحققت الدولة تقدماً ملموساً على مستوى الخدمات الصحية، حيث تضع منظمة الصحة العالمية الإمارات في المرتبة 27 عالمياً في أداء النظم الصحية. وتضمن وزارة الصحة في الدولة أن تقدم المستشفيات الحكومية والخاصة في الدولة ومراكز الرعاية الصحية الأولية والعيادات ووحدات الأمومة والطفولة، خدمات صحية محترمة لكافة المواطنين والمقيمين والزائرين.

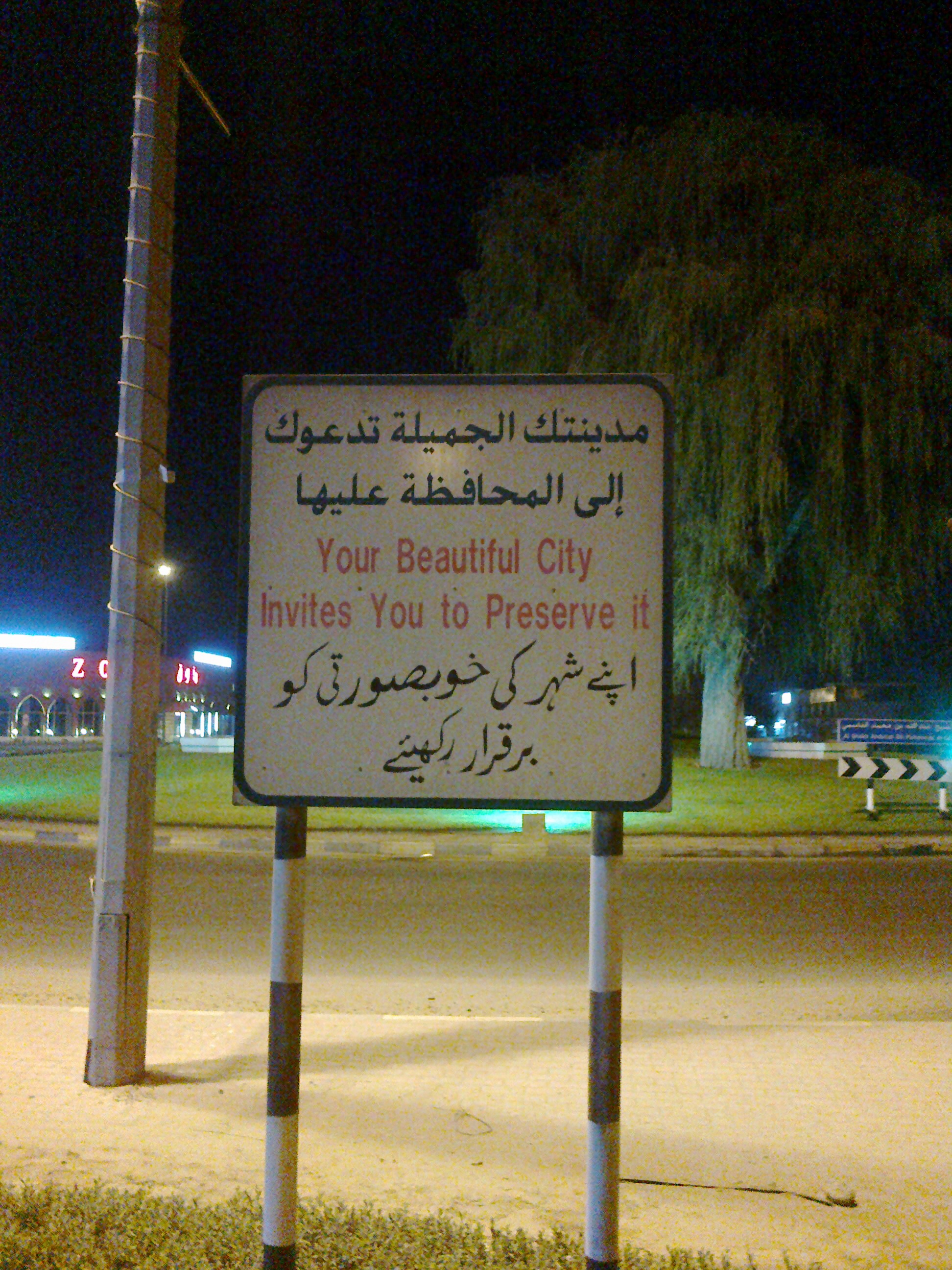
لافتة ثلاثية اللغات (العربية، الإنجليزية، الأردية) في الإمارات

عموما يشكل الشباب في الإمارات من سن 19-29 ما نسبته 22.2 % إجمالي السكان. لكن الإمارات تبدو بعيدة عن الهموم التي تتهدد الدول العربية الأخرى، والمرتبطة بحالة من القلق من وجود نسب عالية للشباب، وضرورة الحد من البطالة في صفوفهم. فقد استطاعت الإمارات أن تكون من أقل الدول العربية في مستوى بطالة الشباب، ناهيك من صناديق الدعم الكثيرة التي تساعد الشباب، مثل صندوق الزواج، ونظم التكافل الأسري والاجتماعي.
كما أولت الإمارات عناية كبيرة بالمواطنين من ذوي الاحتياجات الخاصة (المعاقين)؛ فوضعت القوانين الدستورية لرعاية هذه الفئة كما حثت على إقامة المشاريع والمؤسسات التي تهتم بشؤونهم، وتعمل على تأهيلهم ودمجهم في مجتمعهم. من جانب آخر، اهتمت الدولة بشكل واضح بفئة الأطفال النساء من خلال الاهتمام بوضعيتهم وحقوقهم داخل المجتمع، عبر مقتضيات الدستور والعديد من المؤسسات التي تم إحداثها لهذا الغرض.

## اللغات
اللغة العربية هي اللغة الرسمية للدولة. وتسود اللهجة الخليجية بين أفراد الشعب الإماراتي.
تستخدم اللغة الإنجليزية كلغة ثانية على نطاق واسع. ومن اللغات الأخرى المستخدمة في دولة الإمارات العربية المتحدة (بسبب الهجرات) اللغة الأردية، اللغة الهندية، اللغة الفارسية، اللغة البشتوية، اللغة المليبارية، اللغة البنغالية، اللغة البنجابية، اللغة التاميلية، اللغة البلوشية، اللغة الروسية، اللغة الصومالية، اللغة التاغالوغية، اللغة النيبالية ولغة ماندارين الصينية.
وفي مسعى لها لإيقاف تراجع استخدام اللغة العربية فيها، تدخلت السلطات الإماراتية لصالح اللغة العربية، وأقرت الحكومة الإماراتية أمس برئاسة الشيخ محمد بن راشد آل مكتوم، اعتماد اللغة العربية لغة رسمية في جميع المؤسسات والهيئات الاتحادية في كافة إمارات الدولة وتشكيل مجلس التنسيق والتكامل التعليمي على مستوى الإمارات، وجاء تدخل السلطات الإماراتية بعد أن تراجع استخدام اللغة العربية داخل أراضيها، لتصبح في المرتبة الرابعة بين اللغات العشر المستخدمة في الدولة، علما بأن المادة السابعة من الدستور الإماراتي تنص على عروبة الدولة وأن اللغة العربية هي الأولى، إلا أن الواقع الإماراتي يشير إلى ان اللغة الإنجليزية هي اللغة الأولى في البلاد.

## الأديان

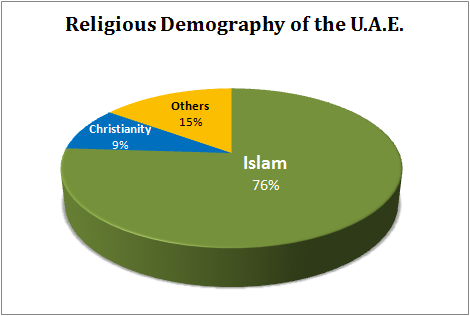
الأديان في الإمارات

يقدر المراقبون المحليون أن حوالي 55% من السكان الأجانب هم مسلمون، 25% هندوس، 10% مسيحيون، 5% بوذيون، و 5% أتباع ديانات أخرى معظمهم يقطنون إمارة دبي وأبوظبي، بما في ذلك البهائية والسيخ.
ينص الدستور على حرية الدين وفقاً للعادات المتبعة وتحترم الحكومة بشكل عام هذا الحق قي الممارسة؛ وبالرغم من ذلك، كان هناك بعض التقييدات. وقد أعلن الدستور الاتحادي الإسلام دينا رسميا للدولة. لم تحدث أية تغييرات في أوضاع احترام الحرية الدينية خلال الفترة التي تم تغطيتها في هذا التقرير وتابعت السياسة الحكومية مساهمتها في تحقيق الممارسة الحرة للدين عموماً. لم توجد أية تقارير على حدوث إساءات أو تمييز في المجتمع بسبب اعتقادات أو ممارسات دينية.
تبلغ مساحة الدولة 32,300 ميل مربع ويبلغ عدد سكانها المقيمين ما يقارب 4.1 مليون نسمة، ويشكل غير المواطنين ما نسبته حوالي 78.1% من السكان حسب التعداد السكاني لعام 2005. يشكل السنة المسلمون 85% تقريباً وتشكل الشيعة النسبة المتبقية 15%. وينتمي الأجانب بشكل رئيسي إلى جنوب وجنوب شرق آسيا بالرغم من وجود عدد كبير من الشرق الأوسط وأوروبا وآسيا الوسطى والولايات المستقلة التي كانت ضمن الكومنولث السابق وشمال أمريكا. وحسب تقرير وزاري والذي جمع المعلومات من التعداد الأخير للسكان، تبلغ نسبة المسلمين 76% من مجموع السكان، ويشكل المسيحيون 9%، و15% ديانات أخرى. تقدر أرقام غير رسمية أن 15% من السكان هم من الهندوس و5% من البوذيين و5% ينتمون إلى أديان أخرى بمن فيهم الفارسية والبهائية والسيخ.  تختلف هذه التقديرات عن أرقام التعداد السكاني لأن التعداد لا يحتسب الزائرين والعمال القادمين للدولة بصورة مؤقتة، كما أن البهائيين والدروز يعدَون كمسلمين [وفقًا لِمَن؟]. يوجد بعثات تبشيرية أجنبية في الدولة ولكن لا تسمح الحكومة للبعثات التبشيرية الأجنبية بدعوة المسلمين إلى اعتناق دينهم، وبالرغم من ذلك، قامت هذه البعثات بتأدية أعمال إنسانية (تبشيرية) في الدولة لعدة قرون.

## وصلات خارجية
- البيانات المفتوحة للهيئة الاتحادية للتنافسية والإحصاء